# رشته‌کوه سانکامپنگ
رشته‌کوه سانکامپنگ (انگلیسی: Sankamphaeng Range) یا سانکامبنگ یا سونگومپانگ (تای: ทิวเขาสันกำแพง, آرتی‌جی‌اس: Thio Khao San Kamphaeng, تلفظ‌شده به صورت [tʰīw kʰǎw sǎn kām.pʰɛ̄:ŋ]; تایلندی شمال شرقی: ทิวเขาสันกำแพง, تلفظ‌شده به صورت [tʰîw kʰǎw sǎn kām.pʰɛ̂:ŋ]) یکی از رشته‌کوههایی است که تایلند شرقی را از شمال‌شرق یا ایسان جدا می‌کند. این رشته‌کوه در استان ناکون نایوک، استان پراچینبوری، استان سا کایو، استان سارابوری و استان ناکون راتچاسیما، تایلند قرار دارد.

## توصیف
واژه سانکامپنگ در زبان تایلندی به معنای استحکامات یا پشت‌بند است که نامی مناسب برای توصیف این رشته‌کوه به‌شمار می‌رود، زیرا این رشته‌کوه در واقع یک سد طبیعی میان فلات کورات و دشت تایلند مرکزی محسوب می‌شود.
این زنجیره کوهستانی در جهت شمال غربی - جنوب شرقی امتداد دارد. بخش شمالی این رشته‌کوه با انتهای جنوبی کوه‌های دونگ فایا ین که در مرز جنوب غربی فلات کورات در جهت شمال-جنوب قرار دارند، ادغام می‌شود.
در شرق، این رشته‌کوه به کوه‌های دانگرک متصل می‌شود که یک سامانه گسترده‌تر با جهت شرق-غرب بوده و تا لائوس امتداد دارد. دامنه‌های جنوبی این رشته‌کوه به رود بنگ پاکونگ تخلیه می‌شوند.
این رشته‌کوه از دو توده‌کوه فشرده تشکیل شده که بلندترین ارتفاعات در بخش غربی قرار دارد. بلندترین نقطه آن خائو روم با ارتفاع ۱۳۵۱ متر است که به خائو خیائو نیز معروف است. دیگر قله‌های مهم عبارتند از: خائو لائم با ارتفاع ۱۳۲۶ متر، خائو چان با ارتفاع ۱۳۱۳ متر، خائو فالامی با ارتفاع ۱۱۱۲ متر، خائو سام یوت با ارتفاع ۱۱۴۲ متر، خائو اینتانی با ارتفاع ۱۰۵۲ متر، خائو فا فا با ارتفاع ۱۰۷۱ متر، خائو کائو با ارتفاع ۱۰۱۷ متر، خائو سالات دای با ارتفاع ۸۲۱ متر، خائو سامو پون با ارتفاع ۸۰۵ متر، خائو لائم نوی با ارتفاع ۷۸۷ متر و خائو فاینگ ما با ارتفاع ۸۲۴ متر. در انتهای شرقی توده‌کوه غربی، خائو کامپائنگ با ارتفاع ۸۷۵ متر و خائو دان فای مای با ارتفاع ۵۵۸ متر قرار دارند که در نزدیکی دره‌ای هستند که بزرگراه ۳۰۴ تایلند (AH 19) از میان آن عبور می‌کند و شهر کابین بوری را به ناکون راتچاسیما متصل می‌کند.
توده‌کوه شرقی از خائو لامانگ با ارتفاع ۹۹۲ متر، فو سام انگام با ارتفاع ۹۴۹ متر و خائو تاپ تائو با ارتفاع ۸۴۳ متر آغاز می‌شود. در این نقطه، شاخه‌ای از این توده‌کوه به سمت شمال‌شرق امتداد می‌یابد که شامل خائو چاوا با ارتفاع ۷۴۸ متر و خائو پلای لام کاتوک با ارتفاع ۷۲۳ متر است که به انتهای جنوبی رشته‌کوه دونگ فایا ین متصل می‌شود. در شرق، دو کوه به نام «خائو یای» وجود دارند: یکی با ارتفاع ۷۷۶ متر در شمال خائو توآنگ با ارتفاع ۷۶۱ متر و دیگری با ارتفاع ۷۹۶ متر در جنوب آن. در ادامه، میانگین ارتفاع قله‌ها به حدود ۴۰۰ متر کاهش می‌یابد و بزرگراه ۳۴۸ تایلند در این منطقه پایین‌تر از شمال به جنوب عبور می‌کند و این رشته‌کوه را به کوه‌های دانگرک متصل می‌کند.
چندین رودخانه از این رشته‌کوه سرچشمه می‌گیرند که رود مون که به سمت شرق جریان دارد، بزرگ‌ترین آنهاست. رود مهم دیگر کلونگ پرپرونگ است.
از نظر اداری، بیشتر منطقه این رشته‌کوه در محدوده استان پراچینبوری و استان سا کایو قرار دارد، در حالی که بخش‌های کوچکتری در استان ناکون راتچاسیما، استان ناکون نایوک و استان سارابوری قرار گرفته است.
در این رشته‌کوه، ماسه‌سنگ در مناطق جنوبی و شمالی دیده می‌شود. همچنین شیل و شیست نیز در برخی بخش‌ها وجود دارند. در دامنه جنوبی، شیب‌های تندی از جنس گرانیت و جوش‌سنگ مشاهده می‌شود. سنگ آهک نیز در قسمت شرقی، نزدیک به کوه‌های دانگرک وجود دارد.

## تاریخچه
حدود سال ۱۹۲۲، گروهی از ساکنان روستاهای بان تا دان و بان تا چای در استان ناکون نایوک، در بخش غربی این کوه‌ها سکونت گزیدند. تا ۳۰ خانوار در زمین‌هایی که از جنگل پاک‌سازی شده بود، کشاورزی می‌کردند. این منطقه به‌طور رسمی توسط دولت به رسمیت شناخته شد و به عنوان «تامبون خائو یای» در ناحیه پاک پلی طبقه‌بندی شد، هرچند که نزدیک‌ترین کوه به نام «خائو یای» در انتهای دیگر این رشته‌کوه قرار داشت.